# 阿布扎比維茲航空
阿布扎比維茲航空（英語：Wizz Air Abu Dhabi）是一家位於阿拉伯联合酋长国的低成本航空公司，總部及營運基地均設於阿布扎比國際機場，成立於2019年，它為維茲航空的子公司。

## 歷史

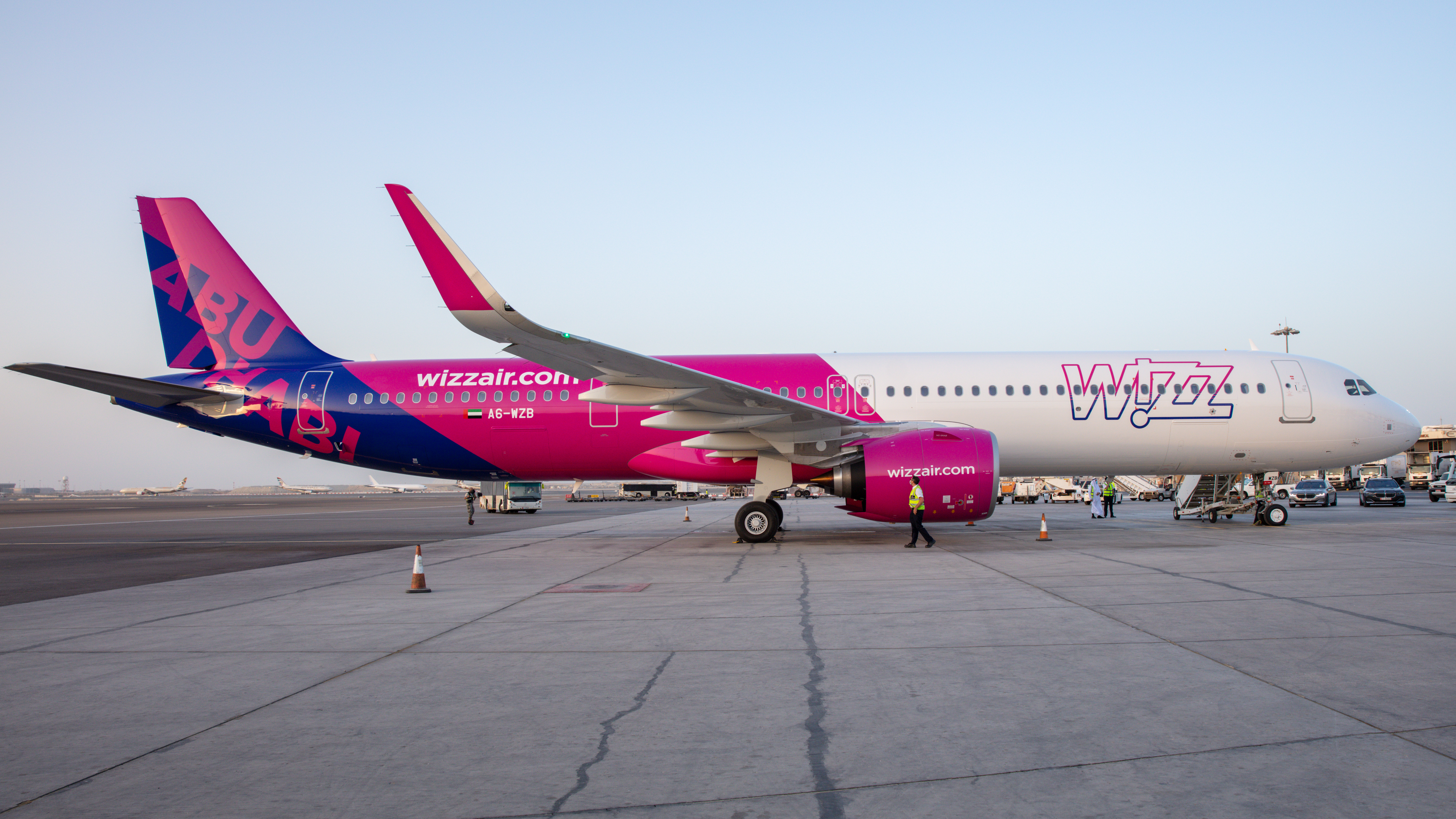
阿布扎比維茲航空的空中巴士A321neo

2019年12月12日，維茲航空宣佈將會成立新子公司，以阿布扎比國際機場為基地，提供來往當地的低成本航班服務，以應付對中東，非洲和印度次大陸日益增長的需求。這公司是與國企阿布扎比發展控股公司的合資公司，維茲航空持有49%股權，而國企則持有另外51%股權。航空公司在2020年11月正式營運，起初由兩架A321neo飛機營運，計劃數年內增長至50架飛機。
2020年7月，維茲航空公佈了新公司的最初航線規劃，從阿布扎比出發提供六條國際航線。維茲航空執行總裁约瑟夫·瓦劳迪（Jozsef Váradi）表示新公司可能在15年內增長至1000架飛機。
2025年7月，維茲航空宣佈將會在2025年9月1日結束阿布扎比維茲航空營運，終結這公司的6年歷史，把公司重心放回歐洲市場。公司指出由於地緣政治不穩定和空域關閉，加上高溫令引擎效率下降，以及當地政府官僚作風令航線規劃受限，使其低成本營運方式不可行。執行總裁约瑟夫·瓦劳迪說這決定是「艱難但必要」。

## 機隊

由阿布扎比威兹航空运营
由維茲航空的另一家子公司往返阿联酋

截至2024年2月，阿布扎比維茲航空營運以下機型：
| 機型             | 服役中 | 訂購中 | 載客量 | 備註 |
| ---------------- | ------ | ------ | ------ | ---- |
| 空中巴士A321-200 | 8      | –      | 230    |      |
| 空中巴士A321neo  | 4      | –      | 239    |      |
| 總計             | 12     | –      |        |      |

## 外部連結
- 維茲航空官方網站 （页面存档备份，存于）（英文）